# Новоолександрівська сільська рада (Ємільчинський район)
Новоолександрівська сільська рада (Ново-Олександрівська сільська рада; до 1946 року — Олександрівська сільська рада) — колишня адміністративно-територіальна одиниця та орган місцевого самоврядування у Барашівському, Пулинському (Червоноармійському), Ємільчинському районах Коростенської та Волинської округ, Київської та Житомирської областей УРСР з адміністративним центром у с. Новоолександрівка.

## Населені пункти
Сільській раді на момент ліквідації були підпорядковані населені пункти:
- с. Бобрицька Болярка
- с. Ганнопіль
- с. Євгенівка
- с. Єлизаветпіль
- с. Киселівка
- с. Новоолександрівка

## Населення
Кількість населення ради, станом на 1923 рік, становила 1 070 осіб, кількість дворів — 153.
Кількість населення сільської ради, станом на 1924 рік, становила 1 161 особу.
Кількість населення ради, станом на 1931 рік, становила 2 725 осіб.

## Історія та адміністративний устрій
Утворена 1923 року, з назвою Олександрівська сільська рада, в складі колоній Лясовиця, Олександрівка, Рудня Баранівська та хутора Баранівка Барашівської волості Коростенського повіту. 7 березня 1923 року увійшла до складу новоствореного Барашівського району Коростенської округи. 12 січня 1924 року колонії Лясовиця, Рудня Баранівська та х. Баранівка передані до складу Зеленицької сільської ради Барашівського району. 30 жовтня 1924 року, відповідно до рішення Волинської ГАТК «Про виділення та організацію національних сільрад», рада отримала статус німецької національної. 5 лютого 1925 року до складу ради включені колонії Бобрицька Мар'янівка, Ганнопіль, Єлизаветпіль, Киселівка та Киселівська Гута Бобрицько-Болярської сільської ради Барашівського району. 3 червня 1930 року, в зв'язку з утворенням Пулинського німецького району, раду передано до його складу. 17 жовтня 1935 року, відповідно до постанови ЦВК СРСР про ліквідацію Пулинського німецького району, повернута до складу Барашівського району. Станом на 1 жовтня 1941 року колонії Бобрицька Мар'янівка та Киселівська Гута зняті з обліку населених пунктів. В 1946 році адміністративний центр ради, кол. Олександрівка віднесена до категорії сіл, з перейменуванням на Новоолександрівку, відповідно раду перейменовано на Новоолександрівську.
Станом на 1 вересня 1946 року сільська рада входила до складу Барашівського району Житомирської області, на обліку в раді перебували села Ганнопіль, Єлисаветпіль, Киселівка та Ново-Олександрівка.
11 серпня 1954 року, відповідно до указу Президії ВР УРСР «Про укрупнення сільських рад по Житомирській області», до складу ради передано села Бобрицька Болярка, Євгенівка ліквідованої Бобрицько-Болярської сільської ради та Сорочень ліквідованої Сороченської сільської ради Барашівського району. 10 червня 1958 року с. Сорочень відійшло до складу Будо-Бобрицької сільської ради Барашівського району. 30 грудня 1962 року, Президія Верховної ради УРСР своїм указом ліквідувала Барашівський район та віднесла його територію, в тому числі й Ново-Олександрівську сільську раду, до складу Ємільчинського району Житомирської області.
Ліквідована 20 травня 1963 року рішенням Житомирського ОВК № 241 «Про зміни в адміністративно-територіальному поділі Малинського та Ємільчинського районів», територію з населеними пунктами підпорядковано до Киянської сільської ради Ємільчинського району.